# Le Défenseur du Temps
Le Défenseur du Temps est une œuvre animée de l’artiste français Jacques Monestier installé 8 rue Bernard-de-Clairvaux dans le quartier de l’Horloge, dans le 3e arrondissement de Paris (France).
Inauguré en 1979, l'automate, à l'arrêt depuis 2003, est déposé en février 2022 pour être restauré à l’initiative de l’artiste Cyprien Gaillard. Ce dernier a présenté une réactivation de l'œuvre dans le cadre de son exposition DUMPTY à Lafayette Anticipations, du 19 octobre 2022 au 8 janvier 2023.
À l'issue de l'exposition, Le Défenseur du Temps est réinstallé à son emplacement d’origine en janvier 2023, et remis en route le 6 février 2023.

## Description
Le Défenseur du Temps est une horloge à automates. À proximité du cadran, un homme juché sur un rocher muni d'un glaive et d'un bouclier se bat contre un oiseau, un dragon et un crabe représentant respectivement le ciel, la terre et la mer. Toutes les heures de 9 h à 22 h, il combat l'un des trois animaux choisis par un programmateur de hasard ; à 12 h, 18 h et 22 h, les trois animaux attaquent en même temps.
L'heure est annoncée par trois coups. Pendant que l'homme combat, il est accompagné par des sons de déferlement de vagues, de grondements de terre ou de souffle de vent selon l'animal choisi.
Le Défenseur du Temps mesure 4 m de haut et pèse 1 t environ. Le personnage, les animaux et le cadran de l'horloge sont en laiton martelé et doré à la feuille, le rocher sur lequel ils sont est en laiton oxydé. Dans la configuration d'origine, une horloge mère électronique à quartz commandait le programmateur de hasard, six programmateurs à cames et cinq magnétophones.

## Localisation
Le Défenseur du Temps a été fixé à un mur, au 8 rue Bernard-de-Clairvaux. Le quartier de l'Horloge doit son nom à cette œuvre.

## Historique
Le Défenseur du Temps a été commandé en 1975 par la société immobilière Cogedim. Le martelage des écailles du dragon a été réalisé par Louis Desouches, et la réalisation de la structure en acier par Alain Moirod.
L'horloge est installée en septembre 1979 dans un quartier, alors inachevé. Elle est inaugurée le 8 octobre 1979 par le maire de Paris Jacques Chirac.
En 1995, l'horloge a été restaurée. Sa technique a été revue, l'horloge-mère à quartz a été remplacée par une horloge radio-pilotée, et les magnétophones ont été remplacés par un lecteur de CD. Faute de financement pour son entretien, l'horloge est arrêtée le 1er juillet 2003.
L'association AMISMO est fondée en 2014 afin de contribuer au financement des sculptures de Jacques Monestier. Elle entreprend de lever des dons pour la remise en marche de l'horloge. En l'absence d'accord du propriétaire ou de l'auteur, l'association s'est dissoute à la fin de 2015.
Sous l’impulsion de Cyprien Gaillard, l'œuvre est rénovée par l'entreprise Prêtre et Fils, de Mamirolle (Doubs), et installée, en septembre 2022, à la Fondation Lafayette Anticipations où l'automate a été réglé pour mener ses combats tous les quarts d’heure. Depuis la fin de l'exposition en janvier 2023, Le Défenseur du Temps a retrouvé son emplacement d’origine et ses réglages initiaux imaginés par Jacques Monestier. Il est réinstallé et remis en marche le 6 février 2023.